# Calamagrostis salina
Calamagrostis salina är en gräsart som beskrevs av Nikolai Nikolaievich Tzvelev. Calamagrostis salina ingår i släktet rör, och familjen gräs. Inga underarter finns listade i Catalogue of Life.